# 99 atrybutów Allaha
Atrybuty Allaha (arab. ‏أسماء ﷲ الحسنى‎ Asma'ullah al-ḥusnā, dosłownie "piękne imiona Boga") to w islamie epitety odnoszące się do Allaha. Według hadisów, prorok Mahomet modląc się nazywał Boga 99 "najpiękniejszymi imionami". Następne pokolenia muzułmanów zebrały epitety użyte w Koranie, tworząc ich listę.
Istnieje kilka wersji listy 99 atrybutów Allaha, poniższa jest jedną z popularniejszych:
| #  | Forma arabska                                   | Tłumaczenie polskie              |
| -- | ----------------------------------------------- | -------------------------------- |
| 1  | Ar-Rahman (‏الرحمـٰن‎)                             | Miłosierny                       |
| 2  | Ar-Rahim (‏الرَّحِيمِ‎)                               | Litościwy                        |
| 3  | Al-Malik (المـٰلك)                               | Król                             |
| 4  | Al-Quddus (القدّوس)                              | Najświętszy                      |
| 5  | As-Salam (السلام)                               | Pokój                            |
| 6  | Al-Mu'min (المؤمن)                              | Wierny                           |
| 7  | Al-Muhajmin (المهيمن)                           | Obrońca                          |
| 8  | Al-Aziz (العزيز)                                | Wszechmocny                      |
| 9  | Al-Dżabbar (الجبار)                             | Niepokonany                      |
| 10 | Al-Mutakabbir (المتكبّر)                         | Przewyższający                   |
| 11 | Al-Chaliq (الخالق)                              | Stwórca                          |
| 12 | Al-Bari' (البارئ)                               | Twórca                           |
| 13 | Al-Musawwir (المصور)                            | Kształtujący wszystko            |
| 14 | Al-Ghaffar (الغفار)                             | Wybaczający                      |
| 15 | Al-Qahhar (القهار)                              | Podporządkowujący sobie wszystko |
| 16 | Al-Wahhab (الوهاب)                              | Obdarowujący                     |
| 17 | Ar-Razzaq (الرزاق)                              | Zaopatrujący                     |
| 18 | Al-Fattah (الفتاح)                              | Otwierający                      |
| 19 | Al-`Alim (العليم)                               | Wszechwiedzący                   |
| 20 | Al-Qabid (القابض)                               | Ograniczający                    |
| 21 | Al-Basit (الباسط)                               | Rozwijający                      |
| 22 | Al-Chafid (الخافض)                              | Poniżający                       |
| 23 | Ar-Rafi (الرافع)                                | Wywyższający                     |
| 24 | Al-Mu'izz (المعز)                               | Zaszczycający                    |
| 25 | Al-Mudhill (المذل)                              | Upokarzający                     |
| 26 | As-Sami (السميع)                                | Wszystko słyszący                |
| 27 | Al-Basir (البصير)                               | Wszystko widzący                 |
| 28 | Al-Hakam (الحكم)                                | Sędzia                           |
| 29 | `Adl (العدل)                                    | Sprawiedliwy                     |
| 30 | Al-Latif (اللطيف)                               | Życzliwy                         |
| 31 | Al-Chabir (الخبير)                              | Wszystkiego świadomy             |
| 32 | Al-Halim (الحليم)                               | Pobłażliwy                       |
| 33 | Al-Azim (العظيم)                                | Nieskończony                     |
| 34 | Al-Ghafur (الغفور)                              | Przebaczający wszystko           |
| 35 | Asz-Szakur (الشكور)                             | Łaskawy                          |
| 36 | Al-Ali (العلى)                                  | Najwyższy                        |
| 37 | Al-Kabir (الكبير)                               | Wielki                           |
| 38 | Al-Hafiz (الحفيظ)                               | Ochraniający                     |
| 39 | Al-Muqit (المقيت)                               | Żywiciel                         |
| 40 | Al-Hasib (الحسيب)                               | Oceniający                       |
| 41 | Al-Dżalil (الجليل)                              | Majestatyczny                    |
| 42 | Al-Karim (الكريم)                               | Hojny                            |
| 43 | Ar-Raqib (الرقيب)                               | Czujny                           |
| 44 | Al-Mudżib (المجيب)                              | Odpowiadający                    |
| 45 | Al-Wasi (الواسع)                                | Wszechogarniający                |
| 46 | Al-Hakim (الحكيم)                               | Mądry                            |
| 47 | Al-Wadud (الودود)                               | Kochający                        |
| 48 | Al-Madżid (المجيد)                              | Pan wszelkiej chwały             |
| 49 | Al-Ba'ith (الباعث)                              | Wskrzeszający                    |
| 50 | Asz-Szahid (الشهيد)                             | Świadek                          |
| 51 | Al-Haqq (الحق)                                  | Prawdziwy                        |
| 52 | Al-Wakil (الوكيل)                               | Niezawodny                       |
| 53 | Al-Qawij (القوى)                                | Mocny                            |
| 54 | Al-Matin (المتين)                               | Opoka                            |
| 55 | Al-Walij (الولى)                                | Obrońca                          |
| 56 | Al-Hamid (الحميد)                               | Godny wszelkiej chwały           |
| 57 | Al-Muhsi (المحصى)                               | Ten, który wszystko policzył     |
| 58 | Al-Mubdi' (المبدئ)                              | Stworzyciel                      |
| 59 | Al-Mu'id (المعيد)                               | Przywracający                    |
| 60 | Al-Muhji (المحيى)                               | Dawca życia                      |
| 61 | Al-Mumit (المميت)                               | Sprowadzający Śmierć             |
| 62 | Al-Hajj (الحي)                                  | Wiecznie żywy                    |
| 63 | Al-Qajjum (القيوم)                              | Samoistny                        |
| 64 | Al-Wādżid (الواجد)                              | Wszystko posiadający             |
| 65 | Al-Madżid (الماجد)                              | Wspaniały                        |
| 66 | Al-Wahid (الواحد)                               | Niepodzielny                     |
| 67 | Al-'Aḥad (الاحد)                                | Jedyny                           |
| 68 | As-Samad (الصمد)                                | Samowystarczalny                 |
| 69 | Al-Qadir (القادر)                               | Potężny                          |
| 70 | Al-Muqtadir (المقتدر)                           | Decydujący o wszystkim           |
| 71 | Al-Muqaddim (المقدم)                            | Przyspieszający                  |
| 72 | Al-Mu'achchir (المؤخر)                          | Opóźniający                      |
| 73 | Al-Awwal (الأول)                                | Pierwszy                         |
| 74 | Al-Achir (الأخر)                                | Ostatni                          |
| 75 | Az-Zahir (الظاهر)                               | Jawny                            |
| 76 | Al-Batin (الباطن)                               | Ukryty                           |
| 77 | Al-Wali (الوالي)                                | Patron                           |
| 78 | Al-Muta'ali (المتعالي)                          | Wywyższony                       |
| 79 | Al-Barr (البر)                                  | Praworządny                      |
| 80 | At-Tawwab (التواب)                              | Opanowany                        |
| 81 | Al-Muntaqim (المنتقم)                           | Mściciel                         |
| 82 | Al-'Afuw (العفو)                                | Wymazujący grzechy               |
| 83 | Ar-Ra'uf (الرؤوف)                               | Współczujący                     |
| 84 | Malik-al-Mulk (مالك الملك)                      | Król królów                      |
| 85 | Dhu-al-Dżalal wa-al-Ikram (ذو الجلال و الإكرام) | Chwalebnie Hojny                 |
| 86 | Al-Muqsit (المقسط)                              | Wynagradzający                   |
| 87 | Al-Dżami' (الجامع)                              | Jednoczący                       |
| 88 | Al-Ghani (الغنى)                                | Samowystarczalny                 |
| 89 | Al-Mughni (المغنى)                              | Wzbogacający                     |
| 90 | Al-Mani'(المانع)                                | Powstrzymujący                   |
| 91 | Ad-Darr (الضار)                                 | Doświadczający                   |
| 92 | An-Nafi' (النافع)                               | Dobrotliwy                       |
| 93 | An-Nur (النور)                                  | Światło                          |
| 94 | Al-Hadi (الهادي)                                | Przewodnik                       |
| 95 | Al-Badi (البديع)                                | Niezrównany                      |
| 96 | Al-Baqi (الباقي)                                | Niezmienny                       |
| 97 | Al-Warith (الوارث)                              | Spadkobierca                     |
| 98 | Ar-Raszid (الرشيد)                              | Nieomylny                        |
| 99 | As-Sabur (الصبور)                               | Cierpliwy                        |

## Inne wersje listy imion
Inne, również popularne listy atrybutów Boga jako pierwsze imię podają Allah; przy takim zestawieniu, dla zachowania liczby 99 nie uwzględnia się Al-'Aḥad ("Jedyny"), niekiedy także z powyższej listy wypada Al-Wādżid ("Wszystko posiadający"), a w jego miejsce pojawia się Ar-Rabb (‏الرب‎) - "Pan"

## Setne imię
Tradycja muzułmańska mówi, że Stwórca ma 100 imion, ale setne znane jest tylko Jemu. Dlatego też przyjmuje się, że powyższa lista wyczerpuje wszystkie podane ludziom do wiadomości atrybuty Allaha, co jest nie do końca ścisłe. W Koranie bowiem kilkakrotnie (2.105, 3.74, 8.29, 57.21, 57.29, 62.4) pojawia się też określenie Ḏū ăl-Faḍl al-ʿAẓīm (arab. ‏ذو الفضل العظيم‎) "Pan nieskończonej chwały"; jednak aby zachować liczbę 99 imion, wyżej podany epitet nie jest uznawany za jedno z imion Boga.
Natomiast według części arabskojęzycznych chrześcijan, którzy żyjąc wśród islamskiej większości przyjęli niektóre z elementów tej religii, w tym uznanie, że podane epitety Boga odnoszą się także do Boga w ujęciu chrześcijańskim, ostatnie, setne imię Boga to ath-Thaluth al-Muqaddas - "Trójca Święta".

## Imiona Boga a imiona własne w świecie arabskojęzycznym
Wśród muzułmanów jest przyjęte, że nikt nie może nosić imienia o takim samym brzmieniu, jak jeden z epitetów określających istotę Boga, dlatego też choć wiele z powyższych przymiotników funkcjonuje jako imiona własne, to jednak w nieco zmienionej formie. W konsekwencji w świecie islamu dość popularnymi imionami męskimi są np. Malik, Dżamil czy Karim, jednak niedopuszczalne jest noszenie imienia typu Al-Malik, Al-Dżamil, czy Al-Karim. Przy tworzeniu imion własnych imiona Boga mogą natomiast być łączone w swej pełnej formie z przedrostkiem Abd-, oznaczającym sługę, stąd popularność imion typu Abd ar-Rahman (częściej w formie Abdurrahman) czy Abd al-Aziz (obecnie w formie Abdul Aziz).